# Eggkleiva
Eggkleiva is een plaats in de Noorse gemeente Skaun, provincie Trøndelag. Eggkleiva telt 234 inwoners (2007) en heeft een oppervlakte van 0,22 km².